# Compagnie nationale à portefeuille
Pour les articles homonymes, voir CNP.
La Compagnie Nationale à Portefeuille SA (CNP) est une société d'investissements et une holding belge non cotée. Avec le Groupe Bruxelles Lambert, la CNP est l'un des piliers du Groupe Frère-Bourgeois fondé par le baron Albert Frère et est contrôlée exclusivement par la famille Frère. 

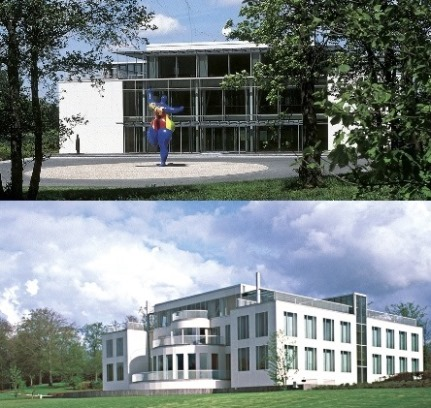
Bureaux de la CNP (2015).

## Participations
La CNP détient des participations dans un certain nombre de sociétés dont (mars 2023): 
- Collecte Localisation Satellites (65,4 %)
- Caffitaly (48,7 %), machines et capsules de café
- Cheval Blanc Finance (80 %)
- APG SGA (25,3 %)

Par le passé, la CNP a détenu des participations dans les sociétés suivantes :
- 2020-2022 : AKKA Technologies (21,4 %)
- 2016-2019 : AOT Energy (51 %)
- 2007-2010 : GO Voyages (actionnaire majoritaire)
- 2007-2009 : Iris (actionnaire minoritaire)
- 2006-2015 : Trasys (50 % via GIB)
- 2006-2022 : Groupe M6
- 2002-2006 : Quick
- 2001-2005 : Taittinger / Louvre (actionnaire minoritaire)
- 2000-2001 : Saint Louis Sucre
- 1999-2005 : Joseph (actionnaire majoritaire)
- 1998-2018 : Distriplus (50 %)
- 1997-2002 : Suzy / Interwaffles (actionnaire majoritaire)
- 1993-2002 : Helio Charleroi
- 1991-2019 : International Duty Free (100 %)
- 1985-2004 : Dupuis (actionnaire majoritaire)

## Actionnariat et contrôle
En mars 2011, la CNP a été retirée de la cote, à la suite du succès de l'offre publique d'achat du Groupe Frère-Bourgeois (70 % de détention économique) et de BNP Paribas (30 %) sur les 27,8 % de la CNP qu'ils ne détenaient pas encore. Le Groupe Frère-Bourgeois a acquis la participation de BNP Paribas dans la CNP en fin d'année 2013. La CNP est depuis contrôlée à 100 % par le Groupe Frère-Bourgeois (aux côtés du management et du personnel).